# Xinyu

Lage Xinyus in Jiangxi

Xinyu (chinesisch 新余市, Pinyin Xīnyú Shì) ist eine bezirksfreie Stadt in der chinesischen Provinz Jiangxi, ca. 135 km südwestlich der Provinzhauptstadt Nanchang am Fluss Yuan He.

## Administrative Gliederung
Das Verwaltungsgebiet der Stadt hat eine Fläche von 3.178 km² und 1.202.499 Einwohner (Stand: Zensus 2020).
Auf Kreisebene besteht Xinyu aus einem Stadtbezirk und einem Kreis. Diese sind (Stand: Zensus 2010):
- Stadtbezirk Yushui (渝水区), 1.786 km², 839.488 Einwohner, Zentrum und Sitz der Stadtregierung;
- Kreis Fenyi (分宜县), 1.392 km², 299.386 Einwohner, Hauptort: Großgemeinde Fenyi (分宜镇).

## Wirtschaft, Klima, Verkehr, Tourismus

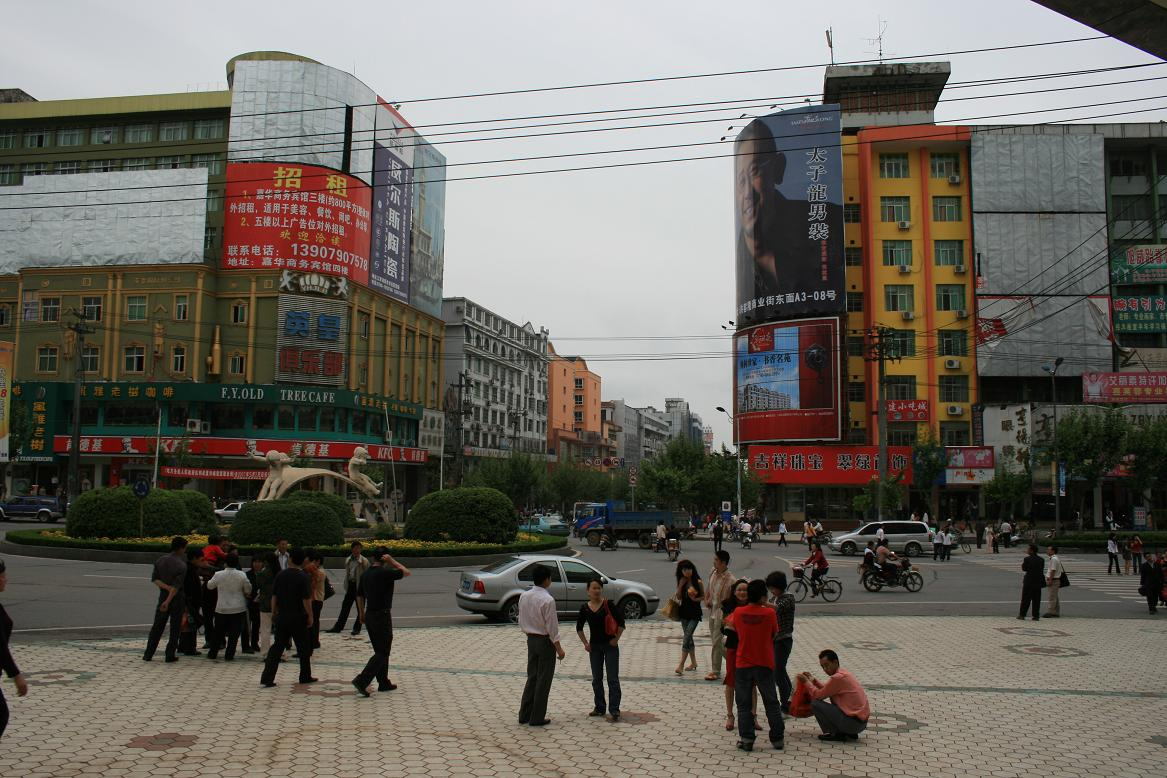
Zentrum von Xinyu

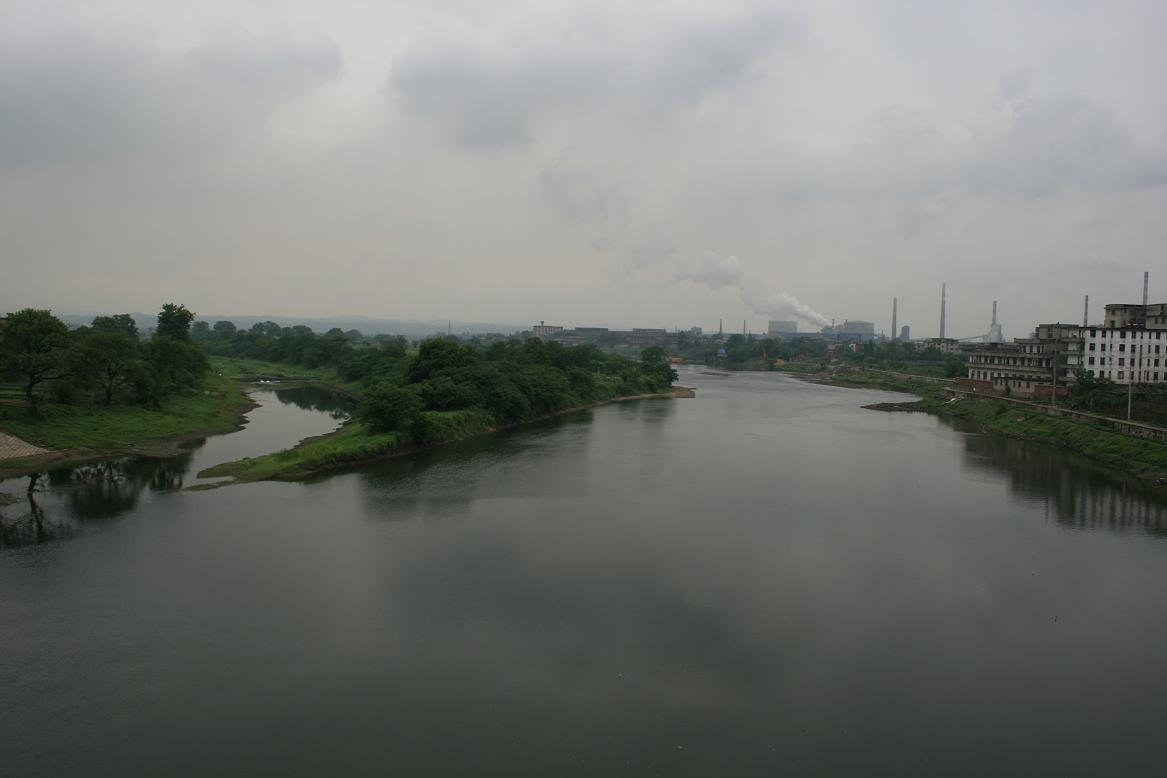
Blick über den Yuan He auf das Stahlwerk

Die Stadt wird dominiert vom Stahlwerk der Xinyu Iron & Steel Co., Ltd. Da die Regierung der Provinz Jiangxi in den Ausbau des Stahlstandortes investiert, wächst die Stadt rasch.
Das Klima ist im Sommer durchweg sehr warm und feucht.
Die Stadt besitzt keinen eigenen Flughafen, sie nutzt den 2,5 Autobahnstunden entfernten Flughafen von Nanchang.
Die Stadt verfügt über mehrere Hotels.
Eine Sehenswürdigkeit ist der in der Nähe gelegene „Feen-See“, ein großer See mit vielen Inseln und einem Resort.

## Töchter und Söhne der Stadt
- Fu Baoshi (傅抱石) Maler der Moderne (1904–1965)
- Qiu Hongmei (邱红梅) Gewichtheberin (* 1983)